# Station Neumünster
Station Neumünster is een in 1844 geopend en in 2009 ingrijpend gemoderniseerd spoorwegstation in de Duitse plaats Neumünster.

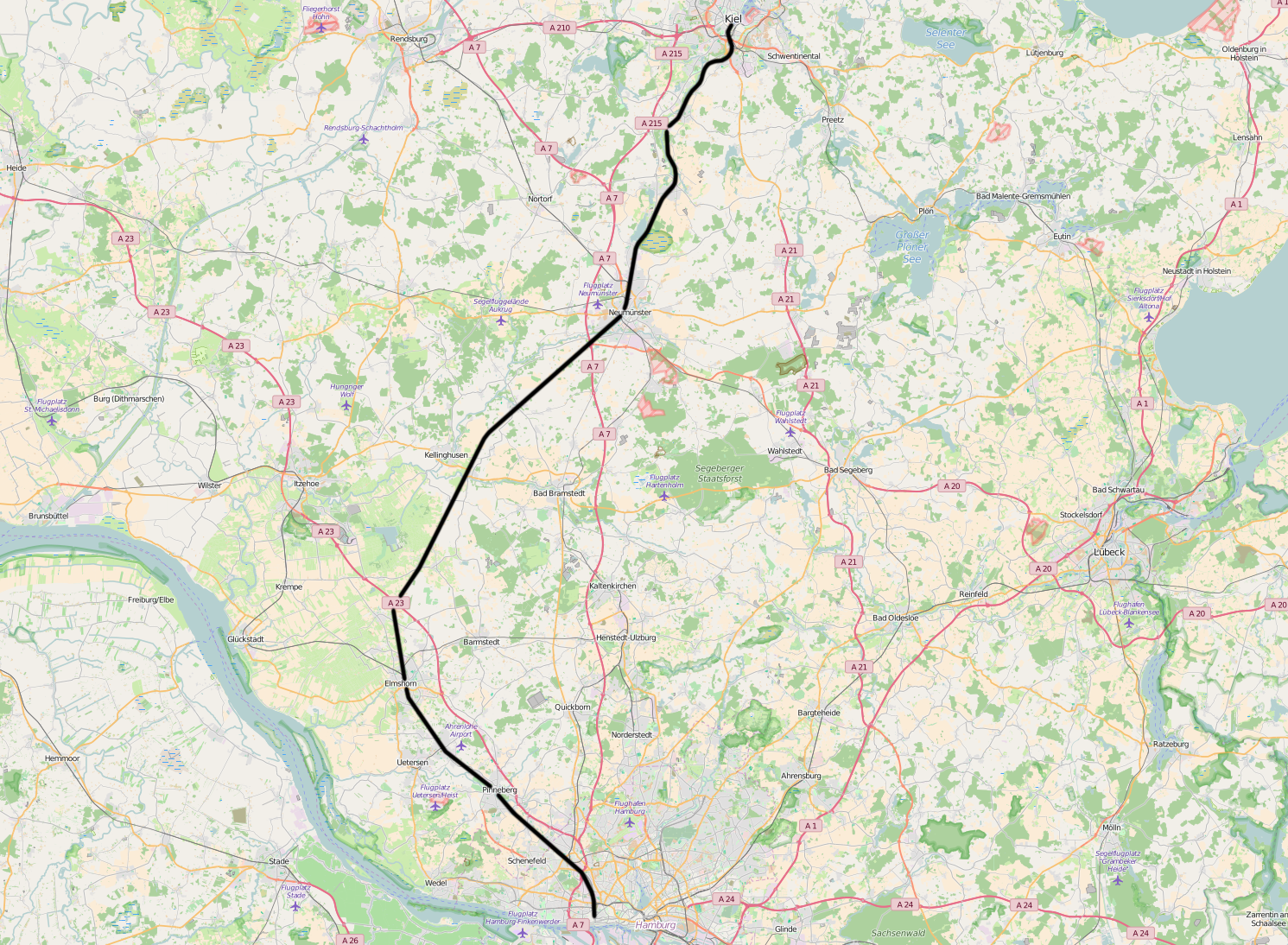
Kaart Spoorlijn Hamburg-Altona - Kiel
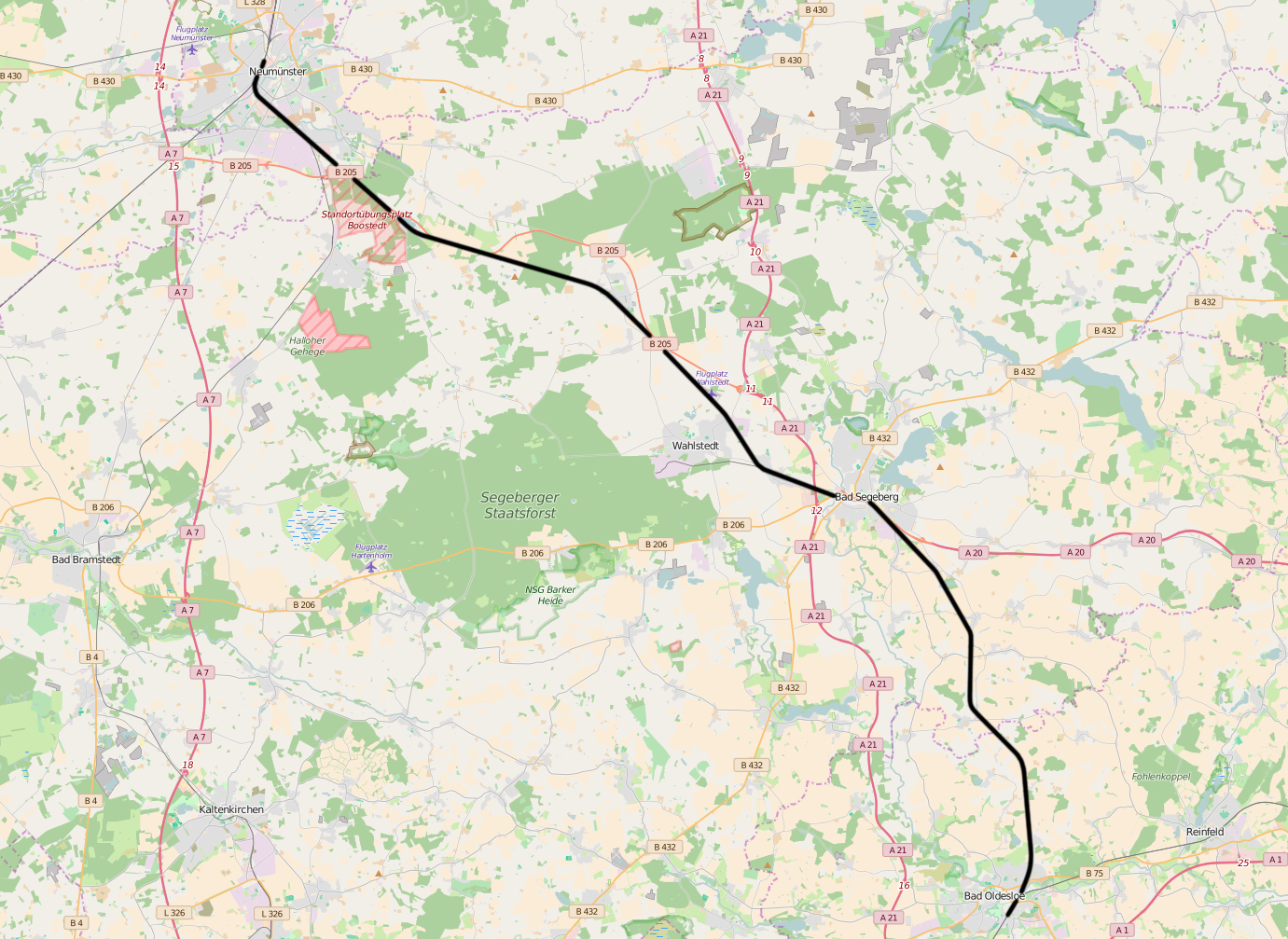
Kaart Spoorlijn Neumünster - Bad Oldesloe
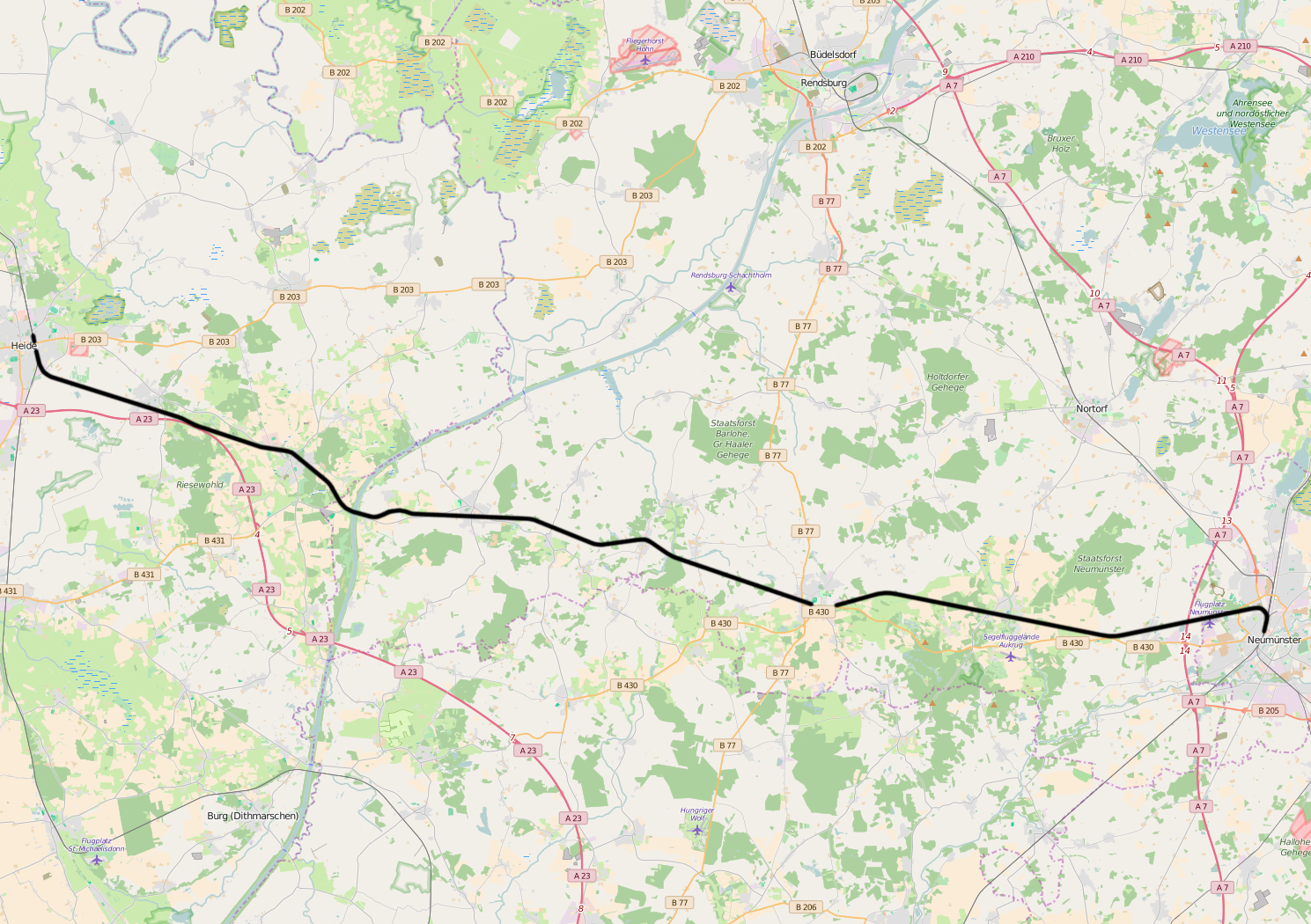
Kaart Spoorlijn Neumünster - Heide
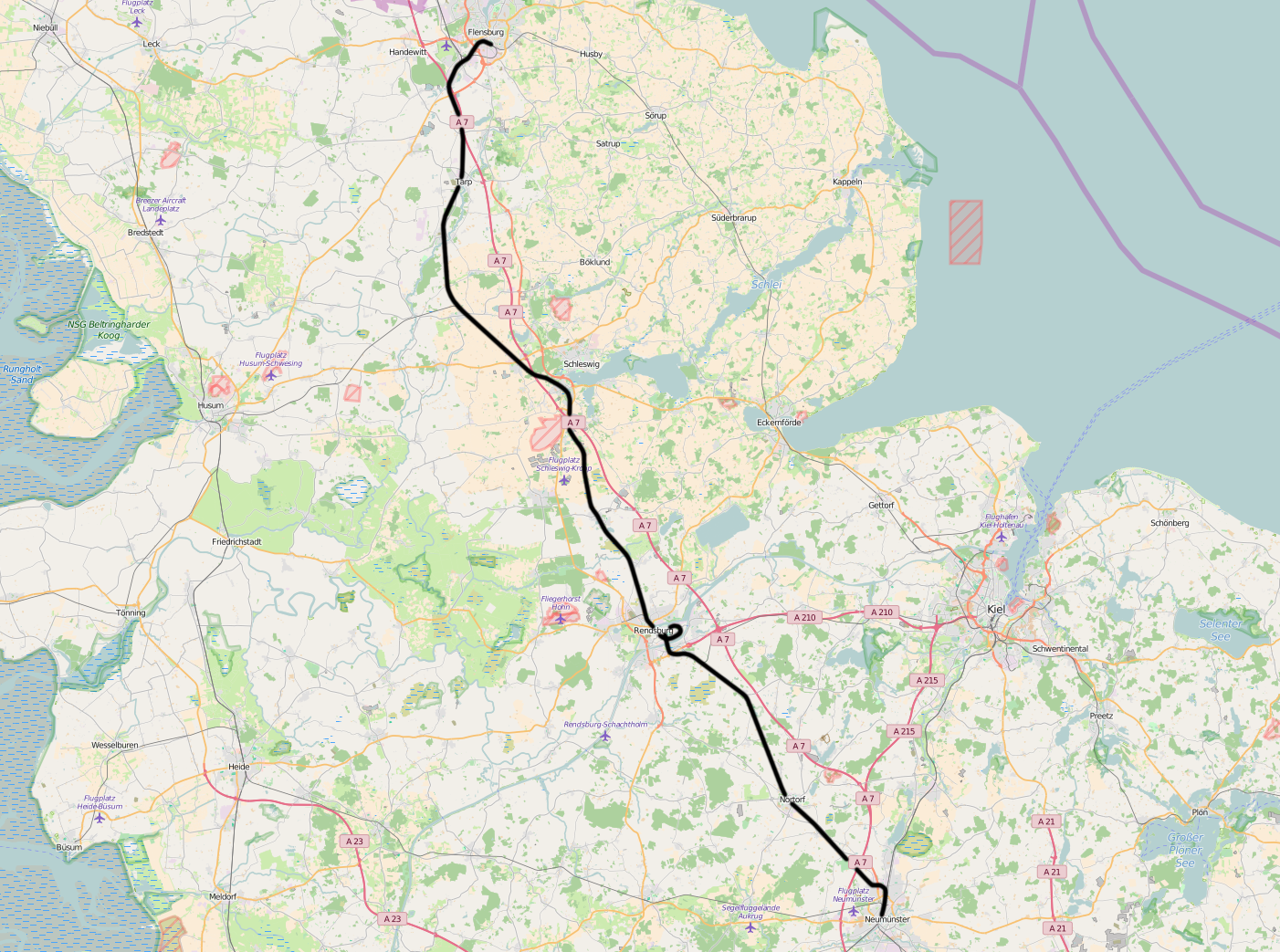
Kaart Spoorlijn Neumünster - Flensburg
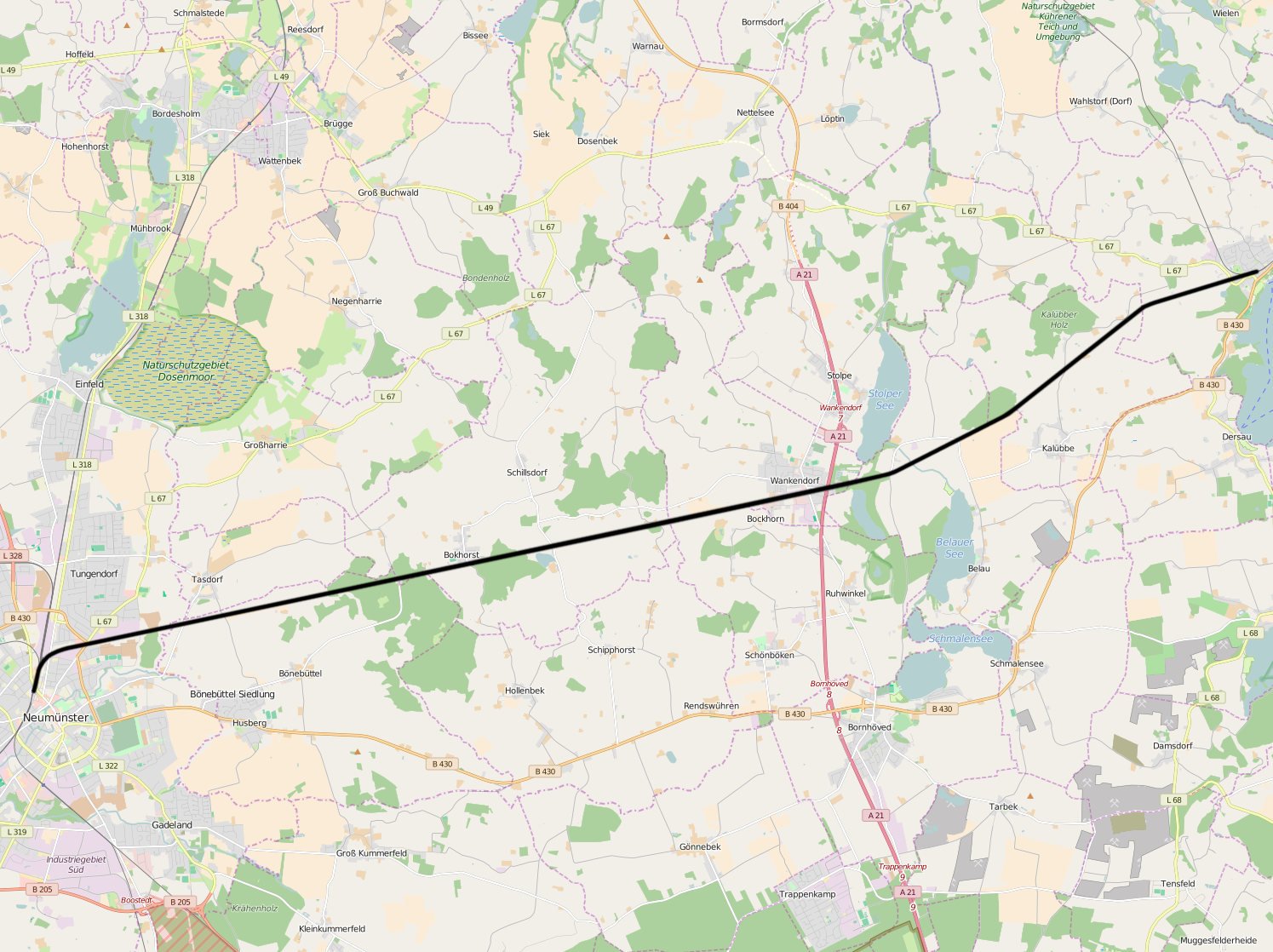
Kaart Spoorlijn Neumünster - Ascheberg
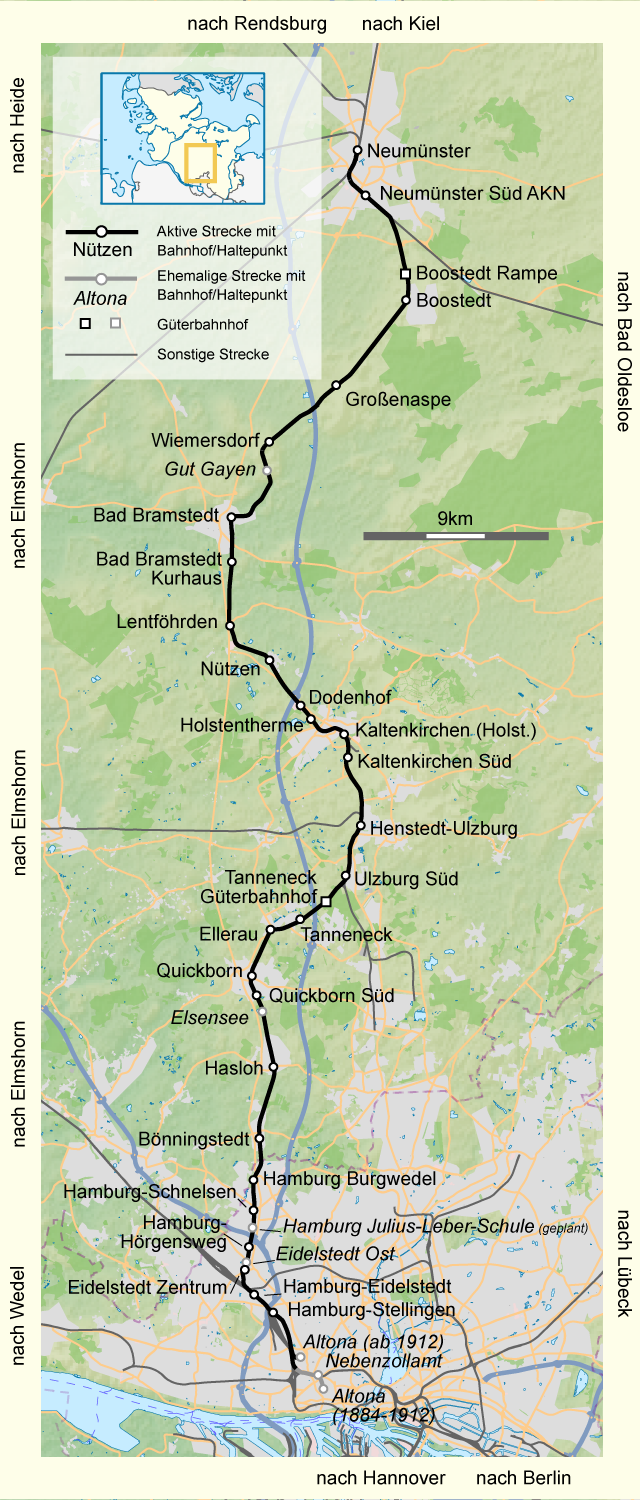
Kaart Spoorlijn  Hamburg-Altona  -Neumünster via Kaltenkirchen

Het station ligt aan de volgende spoorlijnen:
- Spoorlijn Hamburg-Altona - Kiel (sedert 1844)
- Spoorlijn Neumünster - Bad Oldesloe (1875-1984, in 2002 heropend)
- Spoorlijn Neumünster - Heide (sedert 1877)
- Spoorlijn Neumünster - Flensburg (sedert 1845 tot Rendsburg, de rest sedert 1854)
- de stilgelegde spoorlijn Neumünster - Ascheberg (1866-1995)

Op twee kilometer ten zuiden van het hoofdstation ligt nog een station Neumünster-Süd. Dit ligt aan de spoorlijn naar Bad Oldesloe en aan een lijn via Kaltenkirchen naar Hamburg-Altona; zie: Spoorlijn Hamburg-Altona - Neumünster Süd.
Neumünster ·
Aspe ·
Nortorf · 
Bokelholm ·
Osterrönfeld ·
Rendsburg ·
Büdelsdorf ·
Alt Duvenstedt ·
Owschlag ·
Lottorf ·
Schleswig ·
Schuby ·
Jübek ·
Eggebek ·
Tarp ·
Barderup ·
Flensburg-Weiche ·
Flensburg
Hamburg-Altona ·
Hamburg Diebsteich ·
Hamburg-Langenfelde · 
Hamburg-Stellingen ·
Hamburg-Eidelstedt ·
Hamburg Elbgaustraße ·
Krupunder ·
Halstenbek ·
Thesdorf ·
Pinneberg ·
Prisdorf ·
Tornesch ·
Elmshorn ·
Horst (Holst) ·
Dauenhof ·
Wrist ·
Brokstedt ·
Neumünster ·
Einfeld ·
Bordesholm ·
Flintbek ·
Kiel Hauptbahnhof